# Kitty Wells
Kitty Wells (Nashville, 1919. augusztus 30. – Madison, 2012. július 16.)  énekesnő.
Kitty Wells volt az egyik első amerikai countryénekesnő. Az 1952-es „It Wasn't God Who Made Honky Tonk Angels” című slágere ledöntötte a nőkkel szembeni akadályokat a countryzenében. Ő volt az első countryénekesnő, aki listavezető lett countrylistákon, így az első vidéki szupersztár is ő volt. Wells volt az egyetlen előadó, akit 14 egymást követő évben ítéltek a legjobb női énekesnek.

## Pályafutása
Kitty Wells még tinédzserként a nővéreivel lépett fel egy helyi rádióállomáson Deason Sisters néven. Ott ismerkedett meg Johnnie Wright country zenésszel, akivel 1937-ben összeházasodott. Johnnie Wright a menedzsere lett. Nővérével, Louise-al együtt léptek fel Johnnie Wright and Harmony Girls néven. 1939-ben Louise férje, Jack Anglin 1939-ben csatlakozott a trióhoz. A később produceri szupersztárként ismertté vált Chet Atkins is játszott időnként velük. 1945-ben megalakították a meglehetősen sikeres Johnnie és Jack duót. Aztán Kitty Wells férje dalaival szólistaként lépett fel, és szép lassan a „countryzene királynője” lett.
1949-ben Johnnie, Jack és Kitty Wells is felvett néhány kislemezt az RCA Recordsnál, de nem fogytak túl jól. A lemezcég el is zárkózott a további együttműködéstől, mert a countryzenészek akkor nem nagyon voltak népszerűek. Kitty Wells visszavonult a magánéletbe, a lánya nevelésének szentelte magát.
Aztán Paul Cohen, a Decca Records producere,  1952-ben felajánlotta, hogy vegyék fel az It Wasn't God Who Made Honky Tonk Angelst. A kislemez az 1950-es évek egyik legnagyobb countryslágere lett, hat hétig volt a slágerlisták élén. Ez volt az első eset, hogy egy énekesnő lett első country-lemezlistán. Ez a siker utat nyitott jövőbeli sztárok előtt is, mint például Patsy Cline vagy Loretta Lynn.
Kitty Wells következő kislemeze, a Paying For That Backstreet Affair  szintén bekerült a legjobb tízbe.
Kitty Wells győzelmi sorozata egészen az 1960-as évekig tartott. Összességében 23 slágere volt legjobb tízben.
1976-ban néhai producerével, Paul Cohennel együtt bekerült a Country Music Hall of Fame-be. 1991-ben Grammy-díjat nyert életművéért („Grammy Lifetime Achievement Award”).
2010. október 30-án Kitty Wells és Johnnie Wright 73. házasságuk évfordulóját ünnepelték. Rá közel egy évre Johnnie Wright meghalt.
Kitty Wellsnek és Johnnie Wrightnak nyolc unokája és tíz dédunokája van.

## Albumok
- 1956: Winner Of Your Heart
- 1956: Kitty Wells' Country Hit Parade
- 1959: Dust On The Bible
- 1959: After Dark
- 1960: Kitty’s Choice
- 1960: Seasons Of My Heart
- 1960: Kitty Wells' & Red Foley's Golden Favorites
- 1961: Heartbreak U.S.A.
- 1962: Kitty Wells, Queen Of Country Music
- 1962: Singing On Sunday
- 1962: Christmas Day With Kitty Wells
- 1964: Especially For You
- 1964: Country Music Time
- 1958: Lonely Street
- 1965: Burning Memories
- 1965: Lonesome, Sad And Blue
- 1966: Kitty Wells Sings Songs Made Famous By Jim Reeves
- 1966: Country All The Way
- 1966: The Kitty Wells’ Show
- 1967: Love Makes The World Go Around
- 1967: Queen Of Honky Tonk Street
- 1968: Kitty Wells Showcase
- 1970: Your Love Is The Way
- 1971: They’re Stepping All Over My Heart
- 1971: Pledging My Love
- 1972: Sincerely
- 1972: I’ve Got Yesterday
- 1973: Yours Truly
- 1974: Forever Young

## Díjak
- 1976: Country Music Hall of Fame
- 1981: NARAS[8] Governor's Award for Outstanding Achievement in the Recording Industry
- 1985: Academy of Country Music's Pioneer Award
- 1991: NARAS' Grammy Lifetime Achievement Award
- 1993: The Music City News' Living Legend Award

## Fordítás
Ez a szócikk részben vagy egészben  a   Kitty Wells című német Wikipédia-szócikk ezen változatának fordításán alapul.  Az eredeti cikk szerkesztőit annak laptörténete sorolja fel. Ez a jelzés csupán a megfogalmazás eredetét és a szerzői jogokat jelzi, nem szolgál a cikkben szereplő információk forrásmegjelöléseként.